# 이토로
이토로(eToro)는 이스라엘의 다국적 소셜트레이딩 및 다중자산 투자 기업이다. 금융 및 카피 트레이딩 서비스 제공을 집중한다. 본사는 이스라엘 중부구에 위치해 있으며 키프로스, 영국, 미국, 오스트레일리아에 사무소를 등록해두고 있다.

## 역사
이토로는 2007년 텔아비브에서 요니 아씨아와 로넨 아씨아 형제에 의해 데이비드 링과 함께 리테일FX(RetailFX)라는 사명으로 설립되었다.
2014년, 이 기업은 암호화폐를 투자 항목에 추가했다.

## 같이 보기
- 전자거래 플랫폼
- 핀테크
- 소셜 네트워크 웹사이트 목록